# عبد الله الأحرق
عبد الله الأحرق لاعب كرة قدم قطري، ولد في (10 مايو 1997)، يلعب لصالح نادي الدحيل في دوري نجوم قطر.

## مسيرة اللاعب
كان يلعب في أكاديمية أسباير ونادي لخويا في الفئات السنية و كانت له تجربة في الفئات السنية في ريال مدريد وفي عام 2017 صدر قرار بدمج نادي لخويا مع نادي الجيش تحت مسمى نادي الدحيل و انضم بعدها إلى نادي الدحيل وأعير إلى النادي الأهلي في عام 2019 وأعير إلى نادي قطر في عام 2024.

## روابط خارجية
- عبد الله الأحرق على موقع الاتحاد الأوربي (الإنجليزية)
- عبد الله الأحرق على موقع قاعدة بيانات كرة القدم.إي يو (الإنجليزية)
- عبد الله الأحرق على موقع ناشيونال فوتبول تيمز (الإنجليزية)
- عبد الله الأحرق على موقع Soccerway.com (الإنجليزية)